# Eremitilla
Eremitilla é um género monotípico de plantas com flores pertencentes à família Orobanchaceae. A única espécie é Eremitilla mexicana.
A sua área de distribuição nativa é o sudoeste do México.